# Dürrensteinhütte
Die Dürrensteinhütte (italienisch Rifugio Vallandro) ist eine Schutzhütte in den Pragser Dolomiten.

## Lage und Umgebung
Die Hütte liegt auf 2040 m Höhe auf dem Gebiet der Gemeinde Prags in Südtirol, Italien, im Naturpark Fanes-Sennes-Prags. Sie befindet sich auf dem Hochplateau Plätzwiese, das den östlichen Zweig des Pragser Tals vom Höhlensteintal trennt.
Die Hütte dient als Stützpunkt für Klettertouren und Wanderungen in den umliegenden Bergen. Gegen Norden erreicht man von hier den namengebenden Dürrenstein, gegen Westen die Hohe Gaisl. Richtung Nordwesten gelangt man zum östlichen Zweig des Pragser Tals. Ins Höhlensteintal kann man sowohl Richtung Süden nach Schluderbach als auch auf dem nach Osten führenden Weg nördlich am Strudelkopf vorbei absteigen.

## Geschichte
Ende des 19. Jahrhunderts wurde in unmittelbarer Nähe der heutigen Hütte das Werk Plätzwiese erbaut, das einen Teil der Österreichischen Festungswerke an der Grenze zu Italien darstellte. In den Jahren 1968–1970 baute Tristano Costantini aus Niederdorf nur wenige Meter östlich neben der nach dem Ersten Weltkrieg verfallenen Ruine die Dürrensteinhütte. 2002 wurde die Hütte umfassend renoviert.